# Kabinet-Kiviniemi
Het kabinet–Kiviniemi was de regering van de Republiek Finland van 22 juni 2010 tot 22 juni 2011. Het kabinet werd gevormd door de politieke partijen CP, NCP, VIHR en RKP na het aftreden van premier Matti Vanhanen (CP) waarna minister voor Regionale en Lokale Zaken Mari Kiviniemi haar partijgenoot opvolgde als premier, het kabinet-Kiviniemi was een voortzetting van het vorige kabinet.

## Kabinet–Kiviniemi (2010–2011)
| Ambtsbekleder                             | Ambtsbekleder        | Ambtsbekleder               | Functie                                       | Ambtstermijn     | Ambtstermijn | Partij                         |
| ----------------------------------------- | -------------------- | --------------------------- | --------------------------------------------- | ---------------- | ------------ | ------------------------------ |
|                                           | Mari Kiviniemi       | Mari Kiviniemi (1968)       | Premier                                       | 22 juni 2010     | 22 juni 2011 | Centrumpartij                  |
|                                           | Jyrki Katainen       | Jyrki Katainen (1971)       | Vicepremier                                   | 20 april 2007    | 22 juni 2011 | Nationale Coalitiepartij       |
| Minister van Financiën                    | Jyrki Katainen       | Jyrki Katainen (1971)       |                                               | 20 april 2007    | 22 juni 2011 | Nationale Coalitiepartij       |
|                                           | Anne Holmlund        | Anne Holmlund (1964)        | Minister van Binnenlandse Zaken               | 20 april 2007    | 22 juni 2011 | Nationale Coalitiepartij       |
|                                           | Alexander Stubb      | Alexander Stubb (1968)      | Minister van Buitenlandse Zaken               | 4 april 2008     | 22 juni 2011 | Nationale Coalitiepartij       |
|                                           | Mauri Pekkarinen     | Tuja Brax (1965)            | Minister van Justitie                         | 20 april 2007    | 22 juni 2011 | Groene Liga                    |
|                                           | Mauri Pekkarinen     | Mauri Pekkarinen (1947)     | Minister van Economische Zaken                | 17 april 2003    | 22 juni 2011 | Centrumpartij                  |
|                                           | Jyri Häkämies        | Jyri Häkämies (1964)        | Minister van Defensie                         | 20 april 2007    | 22 juni 2011 | Nationale Coalitiepartij       |
|                                           | Juha Rehula          | Juha Rehula (1963)          | Minister van Sociale Zaken en Volksgezondheid | 25 mei 2010      | 22 juni 2011 | Centrumpartij                  |
|                                           | Anni Sinnemäki       | Anni Sinnemäki (1973)       | Minister van Arbeid                           | 26 juni 2009     | 22 juni 2011 | Groene Liga                    |
|                                           | Henna Virkkunen      | Henna Virkkunen (1972)      | Minister van Onderwijs                        | 20 december 2008 | 22 juni 2011 | Nationale Coalitiepartij       |
|                                           | Anu Vehviläinen      | Anu Vehviläinen (1963)      | Minister van Transport                        | 20 april 2007    | 22 juni 2011 | Centrumpartij                  |
|                                           | Sirkka-Liisa Anttila | Sirkka-Liisa Anttila (1943) | Minister van Landbouw                         | 20 april 2007    | 22 juni 2011 | Centrumpartij                  |
|                                           | Ville Skinnari       | Paula Lehtomäki (1972)      | Minister van Milieu en Klimaat                | 12 april 2008    | 22 juni 2011 | Centrumpartij                  |
|                                           | Paavo Väyrynen       | Paavo Väyrynen (1946)       | Minister voor Buitenlandse Handel             | 20 april 2007    | 22 juni 2011 | Centrumpartij                  |
| Minister voor Ontwikkelings- samenwerking | Paavo Väyrynen       | Paavo Väyrynen (1946)       |                                               | 20 april 2007    | 22 juni 2011 | Centrumpartij                  |
|                                           | Astrid Thors         | Astrid Thors (1957)         | Minister voor Immigratie en Integratie        | 20 april 2007    | 22 juni 2011 | Zweedse Volkspartij in Finland |
| Minister voor Europese Zaken              | Astrid Thors         | Astrid Thors (1957)         |                                               | 20 april 2007    | 22 juni 2011 | Zweedse Volkspartij in Finland |
| Minister voor Noorse Samenwerking         | Astrid Thors         | Astrid Thors (1957)         |                                               | 20 april 2007    | 22 juni 2011 | Zweedse Volkspartij in Finland |
|                                           | Tapani Tölli         | Tapani Tölli (1951)         | Minister voor Regionale en Lokale Zaken       | 22 juni 2010     | 22 juni 2011 | Centrumpartij                  |
|                                           | Jan Vapaavuori       | Jan Vapaavuori (1965)       | Minister voor Huisvesting                     | 20 april 2007    | 22 juni 2011 | Nationale Coalitiepartij       |
|                                           | Paula Risikko        | Paula Risikko (1960)        | Minister voor Maatschappelijk Werk            | 20 april 2007    | 22 juni 2011 | Nationale Coalitiepartij       |
|                                           | Stefan Wallin        | Stefan Wallin (1967)        | Minister voor Cultuur en Sport                | 20 april 2007    | 22 juni 2011 | Zweedse Volkspartij in Finland |
|                                           | Suvi Lindén          | Suvi Lindén (1962)          | Minister voor Communicatie                    | 20 april 2007    | 22 juni 2011 | Nationale Coalitiepartij       |